# Beer Șeva
Beer Șeva (în ebraică: באר שבע Beer Sheva, în arabă بئر السبع Bir as Sab'a) este cel mai mare oraș din deșertul Negev (Neghev sau Neggev), în sudul Israelului.
Este al șaptelea oraș al Israelului, după numărul de locuitori - 207,551 (2018), și al doilea ca suprafață, după Ierusalim.
Aria municipiului Beer Șeva este de 117,500 dunami, adică 117,5 km2.
Orașul este așezat în nordul Neghevului, la poalele Muntelui Hevron (Hebron) și este denumit „capitala Negevului”.
Este sediul Universității Ben Gurion, al Spitalului universitar „Soroka”, are un teatru municipal și o orchestră simfonică, numită „Sinfonietta Beer Șeva”, un tribunal districtual.
Dintre atracțiile turistice ale localității se pot menționa Muzeul și un număr de clădiri din perioada otomană,  târgul beduinilor , monumentul brigăzii Neghev creat de sculptorul Dani Karavan.
Din noiembrie 2008 primarul orașului este Ruvik Danilovich. Orașul este membru în organizația israeliană de orașe ,,independente" numită Forum 15.

## În Biblie și în Antichitate
Localitatea Beer Șeva apare în Vechiul Testament pentru prima dată în legătură cu Abraham și este locul în care atât el cât și Isaac au săpat fântâni și au încheiate alianțe. Din acest motiv, din punct de vedere religios, așezarea este importantă pentru toate cele trei religii abrahamice. Referiri la Beer Șeva se pot găsi în versetele Gen:21:31, 26:23-24, Iosua 15:28 sau 1Sam 8:1-3, dar și în altele. Rămășițele acesteia se găsesc astăzi la 4 kilometri Nord-Est de orașul nou, situl arheologic fiind numit Tell As-Sa’b și apărând, începând cu anul 2005, pe lista obiectivelor UNESCO World Heritage.
Așezarea a fost distrusă complet în anul 701 î.e.n. în invazia trupelor regelui asirian Sennacherib și reconstruită ulterior, doar ca să fie din nou distrusă în 587 î.e.n., atunci când babilonienii au cucerit Regatul Iudeei. După anul 70 e.n., zona a fost inclusă în linia de frontieră a Imperiului Roman, având un rol important în planificarea acestuia de a anexa Regatul Nabateenilor. În secolele al patrulea și al cincilea al erei noastre, zona a aparținut provinciilor Gerar și Palaestina Tertia. După retragerea romanilor, un fort a fost construit la Beer Șeva de către persani, iar mai apoi, în secolele al șaptelea și al optulea, a existat aici o fortăreață a arabilor,  ca mai apoi așezarea să fie cu totul abandonată.

## Reconstrucția
În jurul anului 1900 însă, administrația otomană a decis crearea unui district separat de cel al Gazei în sudul Palestinei, district ce urma să aibă Beer Șeva drept centru urban. Motivați de necesitatea întăririi autorității asupra beduinilor în condițiile conflictului Imperiului cu britanicii, dar și, după cum susține Itzhak Weismann, datorită unui val de modernizare și reformare, otomanii au adus ingineri germani și elvețieni pentru a întocmi planul unui oraș modern și pentru a-l construi, au înființat un consiliu municipal și unul regional și au creat o linie ferată de la Ierusalim la Jaffa, a cărei gară principală în zonă să se găsească în Beer Șeva. Această gară este astăzi obiectiv turistic. În 1905 a fost deschisă și o piață, unde săptămânal beduinii veneau să își vândă mărfurile. Aceasta funcționează în continuare, printre produsele care pot fi cumpărate de aici numărându-se atât unele moderne precum pantofi sport, sticlărie, bijuterii sau covoare vândute de beduini.
Până în anul 1914, progresul și dezvoltarea noului oraș au avut loc lent, populația fiind constituită din aproximativ 800 de musulmani și câteva familii de evrei. Odată cu declanșarea Primului Război Mondial, Beer Șeva a devenit baza principală a armatei turco-germane care lupta pe fronturile Suez și Sinai. Orașul a fost fortificat de jur- împrejur și populația a început să crească, atât evrei cât și beduini venind și oferindu-și serviciile armatei. Se estimează că, în perioada 1914-1915, clanurile din zona Beer Șeva au trimis aproximativ 1500 de unități de cavalerie care să susțină armata turcă în lupta sa împotriva britanicilor.  Tot în această perioadă, celebrul Lawrence al Arabiei a întreprins, deghizat ca arheolog, o vizită la Beer Șeva, vizită despre care a întocmit raportul intitulat Wilderness of Zin.

## Anul 1917 și perioada administrației britanice
Cu toate că armatele unite turcă și germană au reușit să respingă două atacuri masive ale britanicilor, la data de 31 octombrie 1917, sub comanda generalului Allenby și cu ajutorul proeminent al unor unități australiene și neo-zeelandeze, forțele aliate au ocupat orașul Beer Șeva. Bătălia, care trebuia să fie o operațiune în trei etape,  rămâne în memoria aliaților drept una dintre cele mai importante ale Primului Război Mondial. În ceea ce privește numărul victimelor, doar în British War Cemetery se găsesc aproximativ 1300 de morminte pe a căror pietre sunt trecute numele soldaților căzuți în această bătălie. 
Odată cu sfârșitul războiului, economia orașului a început din nou să înflorească, astfel că în 1920 câțiva evrei au plantat pomi și eucalipți și au făcut experimente în agricultură. Cu toate acestea, populația a scăzut. Dacă în 1922, din 2356 de locuitori ai Beer Șevei 98 erau evrei, în 1931 nu mai rămăseseră decât 11. Ultimii au plecat în perioada revoltelor din anii 1936-1939, urmând să se întoarcă abia după 1948.

## Proclamarea statului Israel
Chiar dacă în perioada interbelică s-a observat o ușoară redresare a localității, atunci când a fost preluată de forțele israeliene în octombrie 1948, aceasta fusese deja complet abandonată. Începând cu anul 1949 însă, valuri masive de imigranți au început să sosească în zonă. Populația orașului a ajuns la 25.500 în 1956, crescând până la aproximativ 70.000 de suflete în 1968. Majoritatea acestor imigranți proveneau din țări precum Irak, India, România, Polonia sau Ungaria. A început construcția de noi cartiere și, odată cu expansiunea teritorială a orașului, vechea Beer Șevă otomană început să fie numită Orașul vechi. S-au mai construit o conductă de petrol, o fabrică de ceramică, una de textile, dar și alte  întreprinderi mai mici.  După 1970 s-a deschis noi uzine inclusiv una a industriei aviatice.
În 1957 s-a deschis Institutul pentru Cercetarea Zonelor Aride ale Negevului, care conduce experimente legate de desalinizarea apei și de uzul energiei solare, iar în 1965 a fost înființat Institutul de Studii Superioare, astăzi cunoscut sub numele de Universitatea Ben Gurion sau Universitatea Neghevului. Au mai fost inaugurate și Centrul Medical Soroka, un Muzeu Municipal, un Teatru Municipal (în 1973) și un Institut botanic dedicat studiului vieții plantelor din deșert. Orașul găzduiește și o Orchestră Simfonică - Simfonetta Beer Sheva.

## Instituții, monumente si obiective turistice

### Orașul Vechi
- Fântâna lui Avraam - centru de oaspeți - fântână veche de mai multe veacuri, cea mai mare dintre fântânile din jurul Beer Shevei, pe care legenda o identifică cu cea săpată de Avraam
- Seraiul (Seraya)  -fostul sediu al caimacamilor otomani ai districtului Beer Sheva

alături se afla sediul Poliției Beer Sheva, construit în timpul Mandatului britanic
- Poarta Neghevului - construită de britanici, restaurată, alături de ea s-a deschis un oficiu de informații al regiunii Neghev
- Casa artiștilor din Neghev - construită în timpul Mandatului britanic, cuprinde 7 săli de expoziții ale artiștilor locali, evrei și beduini.
- Casa Aref Al-Aref - casa din piatră de Hebron, în care a locuit istoricul și omul de afaceri palestinian Aref Al Aref. azi servește unor birouri
- Grădina Allenby, unul din primele parcuri publice din Palestina, creat de autoritățile otomane în 1906. Britanicii au inaugurat aici un loc memorial în cinstea generalului Allenby, cuceritorul britanic al Palestinei în Primul Război mondial. În anul 1938 răsculați arabi au distrus statuia lui Allenby. În prezent pe soclul monumentului a fost plasat un bust nou al generalului.
- Ansamblul muzeal Al Neghevului :
  - Casa guvernatorului otoman al Beer Shevei  găzduiește Muzeul de artă al Neghevului în care au loc expoziții de artă
  - Marea Moschee din Beer Sheva, care nu mai funcționează ca lăcaș de cult, a fost restaurată de autoritățile israeliene și găzduiește Muzeul Neghevului

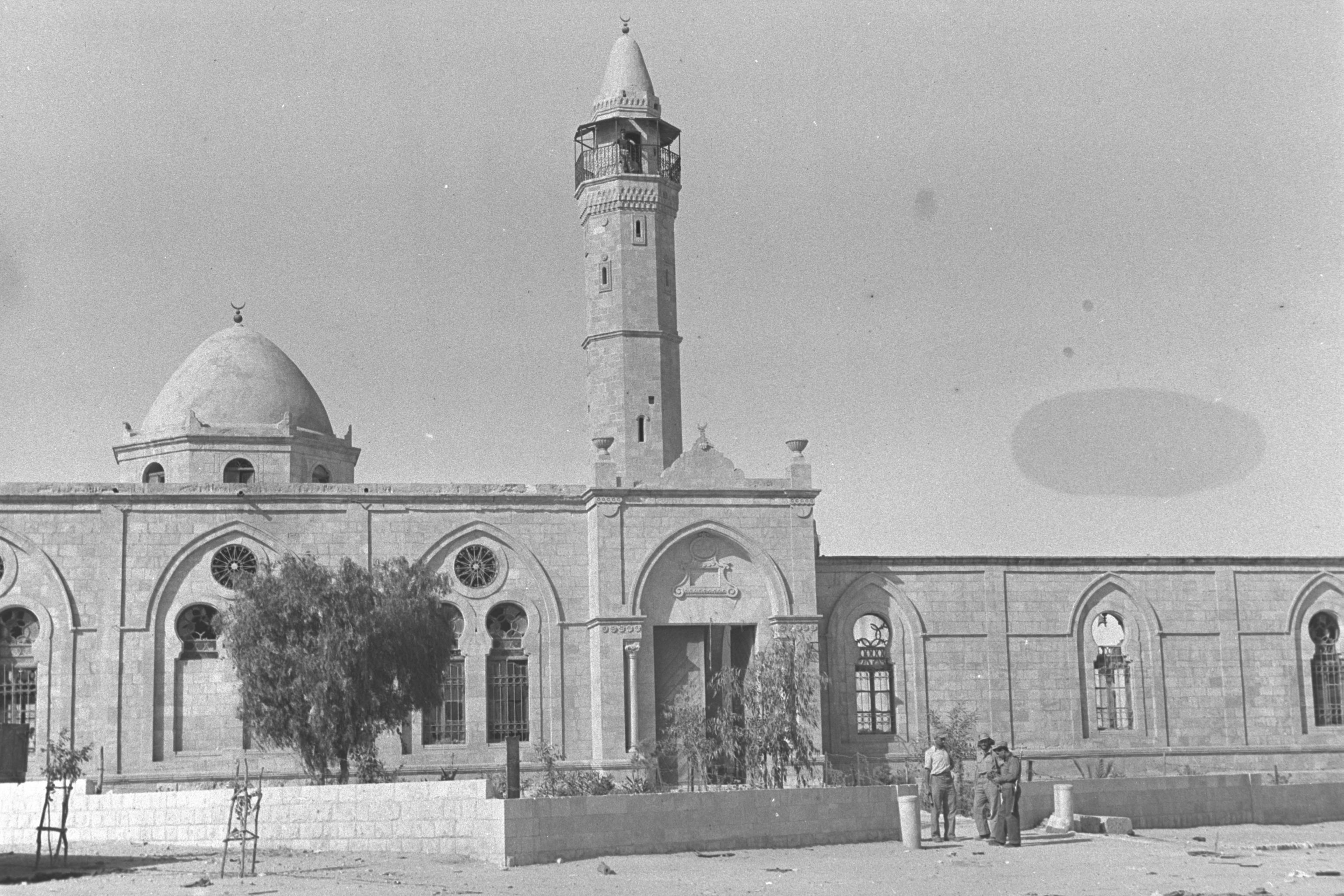
Marea Moschee din Beer Sheva, imagine din 1948; în prezent găzduiește Muzeul Neghevului.

Construită în 1906 de către otomani, Marea Moschee este singurul lăcaș de cult islamic pe o rază de 15 kilometri, dar accesul practicanților acestei religii în incintă a fost interzis în 1948, în urma războiului dintre evrei și arabi și a cuceririi orașului de către Israel, astfel încât populația musulmană, aproximativ 8000 de persoane, nu are un spațiu dedicat special pentru rugăciune. De-a lungul timpului au avut loc mai multe încercări ale unor activiști musulmani, de mai mică sau mai mare amploare, de a reintra în posesia clădirii, precum cele din 1977, 1997 sau 2000. Din 2002 până în 2011 a avut loc un proces, finalizat prin decizia curții judecătorești de a transforma monumentul într-un muzeu al culturii islamice și nu de a-i restitui funcția inițială. Prima expoziție în acest nou muzeu a fost una de fotografie, cu imagini din istoria orașului.
Cel mai recent conflict în jurul clădirii avut loc în anul 2012 în contextul organizării Festivalului Anual al Vinului și al Berii din Beer Șeva. Cea de-a șasea ediție a acestui festival urma să aibă loc între 5 și 6 septembrie 2012 în curtea clădirii, fapt ce i-a revoltat pe locuitorii musulmani, dată fiind interdicția islamică de a consuma alcool. Locația evenimentului a fost schimbată în ultimul moment, atât datorită anunțării unor proteste de amploare, cât și intervenției autorităților turce.
- Mad'arum - fosta școală a copiilor șeicilor  beduini- după 1948 sub administrația israeliană, a devenit pentru o vreme Casa Soldatului, iar în viitor va face parte din proiectul Parcului de știință pentru tineret.
- Cimitirul militar britanic - în care sunt înmormântați 1239 militari britanici care au căzut în luptele din zonă în Primul Război Mondial în anii 1914-1918
- Obeliscul în memoria militarilor otomani căzuți în regiune în timpul Primului Război Mondial - pe strada Atatürk
- Muzeul arheologic  istoric
- Gara otomană

## Personalități născute aici
- Amir Ohana (n. 1976), om politic;
- Ziv Cojocaru (n. 1977), compozitor, dirijor.